# 聖尤菲米亞教堂

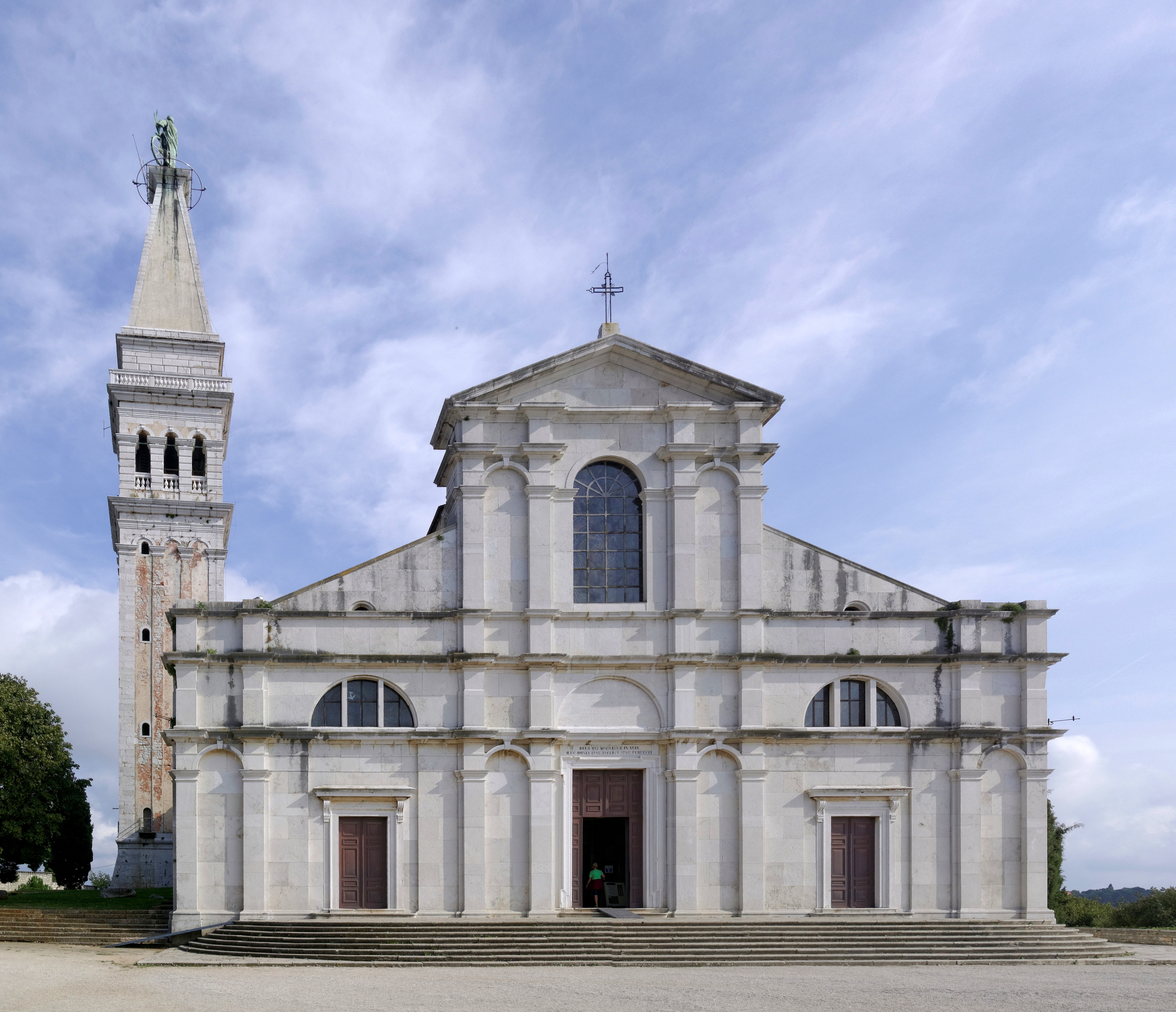

聖尤菲米亞教堂（Church of St. Euphemia）是位於克羅埃西亞城市羅維尼的一座教堂，為巴洛克式建築。教堂始建於1736年。

## 外部連結
- Cathedral of SS George and Euphemia

 维基共享资源上的相關多媒體資源：聖尤菲米亞教堂
- Church of St. Euphemia （页面存档备份，存于） at InfoRovinj
- The legend of St. Euphemia （页面存档备份，存于） at InfoRovinj

45°4′59.5″N 13°37′52″E / 45.083194°N 13.63111°E